# 오테 센터 빌딩
오테 센터 빌딩(일본어: 大手センタービル, 영어: Ote Center Building)은 도쿄도 지요다구 오테마치에 있는 일본의 초고층 빌딩이다. 1983년에 준공됐다.

## 개요
다케나카 공무점이 설계·시공하고 건축가 야나기사와 다카히코도 설계를 맡았다. 층수는 지상 24층, 옥탑 1층, 지하 4층이며 1985년에는 BCS상을 수상했다. 오테마치 역 및 도쿄역과 지하 통로로 직결된다.

## 입주 기업
- 프라이스워터하우스쿠퍼스, 팩트셋 리서치 시스템즈를 비롯한 다수의 기업들이 입주해 있다.